# Laura Pigossi
Laura Pigossi (São Paulo, 2 de agosto de 1994) es una jugadora profesional de tenis de Brasil.
Su mejor clasificación en la WTA fue la número 100 del mundo, que llegó el 29 de agosto de 2022. En dobles alcanzó el número 125 del mundo, que llegó el 3 de febrero de 2020.
Pigossi fue medallista olímpico de bronce en dobles en Tokio 2020. Ganó siete títulos de individuales y 43 títulos de dobles en la gira de la ITF en su carrera y llegó a una final de individuales de la WTA. También ha jugado en cuatro ediciones de la Fed Cup, con cuatro victorias y cuatro derrotas.

## Defensa e influencia social
Más allá de su desempeño en el tenis, Pigossi ha sido una defensora de un mayor apoyo y visibilidad para los tenistas brasileños. Sus esfuerzos destacan la necesidad de una mayor inversión en infraestructura, entrenamiento y recursos para los atletas en todo Brasil. A través de su influencia, trabaja activamente para cambiar la percepción y las oportunidades para el tenis brasileño, con la esperanza de que las próximas generaciones tengan acceso a mejores condiciones. 

## Legado y contribución al deporte brasileño
El impacto de Laura Pigossi va más allá de las canchas de tenis. Como modelo a seguir, su compromiso con el deporte brasileño, su defensa de mejores recursos y su impulso por el cambio positivo la han posicionado como una figura influyente dentro de la cultura deportiva de Brasil. Continúa inspirando a atletas y aficionados por igual, encarnando el potencial de los atletas brasileños para lograr reconocimiento internacional. 

## Juegos Olímpicos

### Dobles

#### Medalla de bronce
| Año  | Torneo     | Pareja        | Oponentes en la final              | Resultado        |
| 2021 | Tokio 2020 | Luisa Stefani | Veronika Kudermétova Elena Vesnina | 4-6, 6-4, [11-9] |

## Títulos WTA (0; 0+0)

### Individual (0)
| Leyenda                    |
| -------------------------- |
| Grand Slam (0)             |
| Juegos Olímpicos (0)       |
| WTA Tour Championships (0) |
| WTA 1000 (0)               |
| WTA 500 (0)                |
| WTA 250 (0)                |

#### Finalista (1)
| N.º | Fecha               | Torneo | Superficie    | Oponente en la final | Resultado     |
| --- | ------------------- | ------ | ------------- | -------------------- | ------------- |
| 1.  | 10 de abril de 2022 | Bogotá | Tierra batida | Tatjana Maria        | 3-6, 6-4, 2-6 |

### Dobles (0)
| Leyenda                    |
| Grand Slam (0)             |
| Juegos Olímpicos (0)       |
| WTA Tour Championships (0) |
| WTA 1000 (0)               |
| WTA 500 (0)                |
| WTA 250 (0)                |

#### Finalista (1)
| N.º | Fecha              | Torneo | Superficie    | Pareja     | Oponentes en la final        | Resultado        |
| --- | ------------------ | ------ | ------------- | ---------- | ---------------------------- | ---------------- |
| 1.  | 6 de abril de 2025 | Bogotá | Tierra batida | Irina Bara | Cristina Bucșa Sara Sorribes | 7-5, 2-6, [5-10] |

## Títulos ITF

### Individual (4)
| Leyenda: Antes de 2016 | Leyenda: A partir de 2017 |
| ---------------------- | ------------------------- |
| Torneos de $100,000    |                           |
| Torneos de $75,000     | Torneos de $80,000        |
| Torneos de $50,000     | Torneos de $60,000        |
| Torneos de $25,000     |                           |
| Torneos de $15,000     | -                         |
| Torneos de $10,000     | Torneos de $15,000        |

| Finales por superficie |
| ---------------------- |
| Dura (1)               |
| Arcilla (3)            |
| Hierba (0)             |
| Carpeta (0)            |

| N.º | Fecha                    | Torneo                        | Superficie | Rival                | Marcador         |
| --- | ------------------------ | ----------------------------- | ---------- | -------------------- | ---------------- |
| 1.  | 10 de septiembre de 2012 | São José dos Campos 2, Brasil | Arcilla    | Maria Fernanda Alves | 6-2, 0-6, 7-5    |
| 2.  | 2 de junio de 2014       | Campos do Jordão, Brasil      | Dura       | Victoria Bosio       | 4-6, 6-1, 7-6(2) |
| 3.  | 10 de octubre de 2015    | Pereira, Colombia             | Arcilla    | Victoria Bosio       | 5-7, 6-0, 6-2    |
| 4.  | 21 de marzo de 2016      | São José do Rio Preto, Brasil | Arcilla    | Fernanda Brito       | 6-1, 7-5         |

### Dobles (38)
| Torneos de $100,000 |
| Torneos de $80,000  |
| Torneos de $60,000  |
| Torneos de $25,000  |
| Torneos de $15,000  |
| Torneos de $10,000  |

| N.º | Fecha                    | Torneo                           | Superficie | Compañera                    | Rivales                                     | Marcador             |
| --- | ------------------------ | -------------------------------- | ---------- | ---------------------------- | ------------------------------------------- | -------------------- |
| 1.  | 22 de agosto de 2011     | Mogi das Cruzes, Brasil          | Arcilla    | Flávia Dechandt Araújo       | Eduarda Piai Karina Venditti                | 7-6(3), 4-6, [12-10] |
| 2.  | 12 de septiembre de 2011 | São José dos Campos 2, Brasil    | Arcilla    | Flávia Dechandt Araújo       | María Irigoyen Carla Lucero                 | 3-6, 7-5, [10-8]     |
| 3.  | 10 de septiembre de 2012 | São José dos Campos 2, Brasil    | Arcilla    | Maria Fernanda Alves         | Paula Feitosa Nathalia Rossi                | 6-0, 6-3             |
| 4.  | 17 de septiembre de 2012 | Bogotá, Colombia                 | Arcilla    | Yuliana Lizarazo             | Blair Shankle Laura Ucrós                   | 6-2, 6-2             |
| 5.  | 29 de julio de 2013      | São Paulo, Brasil                | Arcilla    | Carolina Zeballos            | Nathalia Rossi Luisa Stefani                | 6-3, 6-4             |
| 6.  | 7 de octubre de 2013     | Asunción, Paraguay               | Arcilla    | Florencia Molinero           | Vanesa Furlanetto Carolina Zeballos         | 5-7, 6-4, [10-8]     |
| 7.  | 25 de noviembre de 2013  | Monterrey, México                | Dura       | Florencia Molinero           | Indy de Vroome Lenka Wienerova              | 7-5, 7-5             |
| 8.  | 9 de diciembre de 2013   | Mata de São João, Brasil         | Arcilla    | Paula Cristina Gonçalves     | Montserrat González Carolina Zeballos       | 6-2, 6-2             |
| 9.  | 16 de diciembre de 2013  | Bertioga, Brasil                 | Dura       | Paula Cristina Gonçalves     | Verónica Cepede Royg María Irigoyen         | 2-6, 6-4, [10-7]     |
| 10. | 2 de junio de 2014       | Campos do Jordão, Brasil         | Dura       | Nathália Rossi               | Victoria Bosio Ana Clara Duarte             | 6-4, 6-2             |
| 11. | 22 de septiembre de 2014 | Ciudad Juárez, México            | Arcilla    | Mariana Duque-Mariño         | Ioana Loredana Roșca Lenka Wienerová        | 6-1, 3-6, [10-4]     |
| 12. | 20 de abril de 2015      | Guadalajara, México              | Dura       | Marcela Zacarías             | Maria Fernanda Alves Renata Zarazúa         | 6-1, 6-2             |
| 13. | 31 de agosto de 2015     | Praga, República Checa           | Arcilla    | Zuzana Luknárová             | Jana Jablonovská Vendula Žovincová          | 6-4, 6-2             |
| 14. | 28 de septiembre de 2015 | Santa Fe, Argentina              | Arcilla    | María Fernanda Álvarez Terán | Catalina Pella Daniela Seguel               | 2-6, 6-2, [10-3]     |
| 15. | 12 de octubre de 2015    | São Paulo, Brasil                | Arcilla    | María Fernanda Álvarez Terán | Melina Ferrero Carla Lucero                 | 6-3, 4-6, [10-5]     |
| 16. | 9 de noviembre de 2015   | Caracas, Venezuela               | Dura       | Catalina Pella               | Jaqueline Cristian Aymet Uzcátegui          | 5-7, 6-1, [10-4]     |
| 17. | 16 de noviembre de 2015  | Caracas, Venezuela               | Dura       | Catalina Pella               | Julieta Estable Ana Victoria Gobbi Monllau  | 1-1, ret.            |
| 18. | 9 de noviembre de 2015   | Pereira, Colombia                | Dura       | Jaqueline Cristian           | María Fernanda Herazo Danielle Roldan       | 7-5, 6-3             |
| 19. | 3 de junio de 2016       | Hódmezővásárhely, Hungría        | Arcilla    | Nadia Podoroska              | Irina Maria Bara Lina Gjorcheska            | 6-3, 6-0             |
| 20. | 10 de junio de 2016      | Minsk, Bielorrusia               | Arcilla    | Ulrikke Eikeri               | Ilona Kremen Iryna Shymanovich              | 6-2, 6-4             |
| 21. | 25 de julio de 2016      | TCampos do Jordão, Brasil        | Dura       | Ingrid Gamarra Martins       | Maria Fernanda Alves Luisa Stefani          | 6-3, 3-6, [10-8]     |
| 22. | 19 de septiembre de 2016 | Hua Hin, Tailandia               | Dura       | Yana Sizikova                | Wei Zhanlan Zhao Qianqian                   | 6-3, 2-6, [10-4]     |
| 23. | 26 de septiembre de 2016 | Hua Hin, Tailandia               | Dura       | Katarzyna Kawa               | Kamonwan Buayam Lee Pei-chi                 | 7-5, 6-7(4), [10-6]  |
| 24. | 3 de noviembre de 2016   | Castellón, España                | Arcilla    | Jessika Ponchet              | Arabela Fernández Rabener Isabelle Wallace  | 6-1, 6-3             |
| 25. | 21 de enero de 2017      | Hammamet, Túnez                  | Arcilla    | María Teresa Torró Flor      | Cristina Dinu Yana Sizikova                 | 6-2, 6-4             |
| 26. | 29 de enero de 2017      | Hammamet, Túnez                  | Arcilla    | Despina Papamichail          | Victoria Muntean Sun Xuliu                  | 6-3, 4-6, [10-5]     |
| 27. | 17 de marzo de 2018      | Hammamet, Túnez                  | Arcilla    | Oana Gavrilă                 | Melanie Klaffner Oana Georgeta Simion       | 7-5, 6-7(6), [11-9]  |
| 28. | 24 de marzo de 2018      | Hammamet, Túnez                  | Arcilla    | Montserrat González          | Camilla Scala Isabella Shinikova            | 6-2, 6-0             |
| 29. | 4 de mayo de 2018        | Tbilisi, Georgia                 | Dura       | Tereza Mihalíková            | Sviatlana Pirazhenka Erika Vogelsang        | 6-4, 6-1             |
| 30. | 27 de mayo de 2018       | Les Franqueses del Vallès, Spain | Dura       | Giuliana Olmos               | Raluca Georgiana Șerban Pranjala Yadlapalli | 6-4, 6-4             |
| 31. | 8 de julio de 2018       | Rome, Italy                      | Arcilla    | Renata Zarazúa               | Anastasia Grymalska Giorgia Marchetti       | 6-1, 4-6, [13-11]    |
| 32. | 29 de julio de 2018      | Oporto, Portugal                 | Dura       | Montserrat González          | Cristina Bucșa Ramu Ueda                    | 7-5, 6-0             |
| 33. | 16 de febrero de 2019    | Sharm el Sheik, Egipto           | Dura       | Anna Morgina                 | Nika Shytkouskaya Anastasia Shokutyna       | 6-2, 6-2             |
| 34. | 30 de marzo de 2019      | Campinas, Brasil                 | Dura       | Danka Kovinic                | Carolina Rodrigues Gabriela Ce              | 6-2, 6-2             |
| 35. | 14 de octubre de 2019    | Lagos, Nigeria                   | Dura       | Rutuja Bhosale               | Sandra Samir Prarthana Thombare             | 4-6, 6-4, [10-7]     |
| 36. | 20 de octubre de 2019    | Lagos, Nigeria                   | Dura       | Rutuja Bhosale               | Sandra Samir Prarthana Thombare             | 6-3, 6-7(3), [10-6]  |
| 37. | 19 de enero de 2020      | Malibu, Estados Unidos           | Dura       | Rosalie Van der Hoek         | Astrid Brune Olsen Anastasia Iamachkine     | 6-4, 7-6             |
| 38. | 26 de enero de 2020      | Guadalupe, Francia               | Dura       | Rosalie Van der Hoek         | Mylene Halemai Manon Leonard                | 6-4, 7-6             |

## Participaciones en la Fed Cup

### Dobles
| Edición      | Etapa                    | Fecha                | Lugar              | Rival  | Superficie | Compañera       | Rivales                               | V/D | Marcador    |
| ------------ | ------------------------ | -------------------- | ------------------ | ------ | ---------- | --------------- | ------------------------------------- | --- | ----------- |
| Fed Cup 2013 | Grupo de América I       | 7 de febrero de 2013 | Medellín, Colombia | México | Arcilla    | Teliana Pereira | Ana Paula de la Peña Marcela Zacarías | V   | 6-0, 6-3    |
| Fed Cup 2013 | Grupo de América Playoff | 9 de febrero de 2013 | Medellín, Colombia | Canadá | Arcilla    | Teliana Pereira | Gabriela Dabrowski Sharon Fichman     | D   | 6-7(4), 5-7 |